# 金沢 (青森市)
金沢（かなざわ）は青森県青森市の地名。金沢一丁目、金沢二丁目、金沢三丁目、金沢四丁目、金沢五丁目が設置されている。

## 地理
青森市南地区に位置し、北は北金沢、東は旭町通りを挟み旭町、南は大字大野・大字浪館字泉川、西は千富町、それぞれと接する。
多くは閑静な住宅街で、東端と南端の道路沿いは中小の商店や金融機関などが点在する。

## 交通
地区内に鉄道はない。

### 道路
- 旭町地下道から南下して地区東端を通過する道路で、青森市緑・大野方面と結ばれる。

- 青森市都市計画道路3・2・2号内環状線 - 地区南端で金沢小学校通り、金沢通り、と俗称される長い直線道路で、2001年に大野地区の工事が完了して青森市立浜田小学校付近までほぼ直線が続く。

### バス
- 青森市営バス - 南旭町経由各線が東端を通る。主要経由地番号「5」。
- 青森市市民バス - 高田地区市民バス、空港経由浪岡線市民バスが東端を通る。

## 歴史
かつては大字大野の小字名で、金沢の西に、戦国時代の落武者浅利萬太郎が農業を始める際に作った万太郎堰がある。

### 沿革
- 1973年（昭和48年）11月1日 - 青森市南部地区の住居表示実施により、金沢一 - 二丁目が設置される。
  - 金沢一丁目 - 大野字長島、同字北金沢、同字金沢、同字北片岡、同字片岡の各一部
  - 金沢二丁目 - 大野字北金沢、同字金沢の各一部
- 2000年（平成12年）11月6日 - 青森市大野・浪館地区で住居表示が実施され、金沢三 - 五丁目が設置される。
  - 金沢三丁目 - 大野字山下、同字金沢、同字片岡の各一部
  - 金沢四丁目 - 大野字金沢、同字片岡の各一部
  - 金沢五丁目 - 浪館字泉川、大野字金沢の各一部[3]

## 施設
- 青森市立甲田小学校
- 青森市立甲田中学校
- 青森市立金沢小学校
- 青森少年鑑別所
- 工藤パン